# مناورات جبل
مناورات جبل أو (بالإنجليزية: Mountain Maneuvers)‏ هي مناورات عسكرية مشتركة تقام بين كل من السعودية وسلطنة عمان.